# 舟橋遂賢

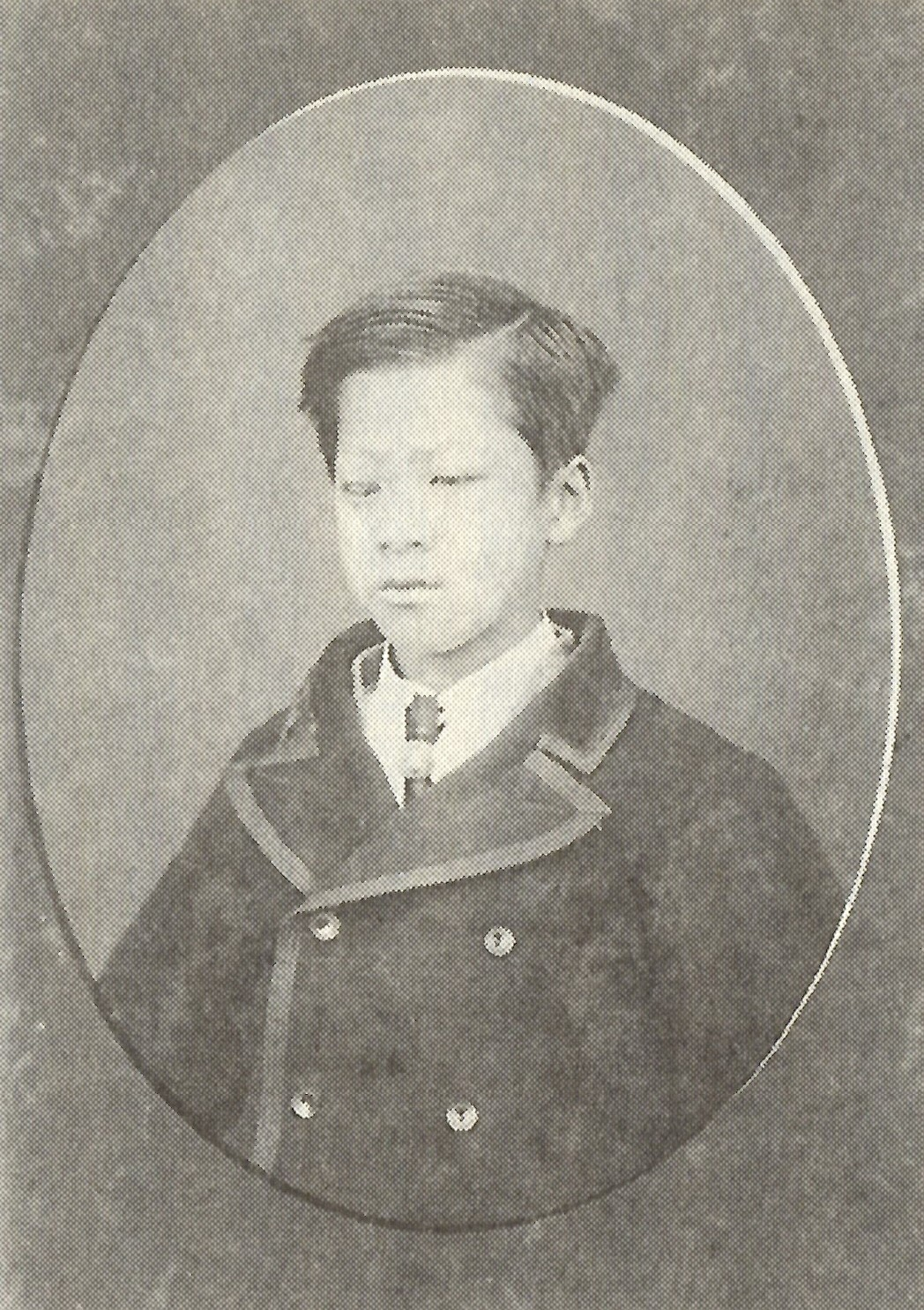
舟橋遂賢

舟橋 遂賢（ふなばし / ふなはし なるかた、1865年7月29日（慶応元年6月7日）- 1924年（大正13年）1月22日）は、明治から大正期の宮内官、政治家、華族。貴族院子爵議員。

## 経歴
山城国京都で少納言・舟橋康賢の二男として生まれる。父の死去に伴い1880年（明治13年）1月16日、家督を相続。1884年（明治17年）7月8日、子爵を叙爵した。
1882年（明治15年）以降、京都宮殿勤番、殿掌などを務めた。1889年（明治22年）東京専門学校邦語政治科卒業。1890年（明治23年）7月10月、貴族院子爵議員に選出され、死去するまで在任した。

## 栄典
- 1914年（大正3年）6月18日 - 正三位[8]

## 親族
- 妻 舟橋文子（九鬼隆備四女）[2]
- 長男 舟橋清賢（貴族院子爵議員）[2]